# White (핑클의 음반)
《White》는 대한민국의 여자 그룹 핑클의 두 번째 정규 앨범이다. 1999년 5월 12일 발매되었으며 총 12곡의 트랙으로 구성되어 있고, 전체 러닝타임은 47분 51초다.

## 설명
- 핑클 음반 가운데 발매 텀이 가장 짧은 음반이다.
- 외국인 작곡가 Mario Bolden을 기용하였는데, 한국인이라는 설이 있다.
- 이효리는 〈Still in Love〉, 옥주현은 〈그래서 우린〉, 이진은 〈유리〉라는 곡에서 스스로 작사 하였다.
- 성유리는 수록곡 〈유리〉의 작곡과 편곡을 스스로 하였다. 여자 아이돌 그룹 사상 이례적인 최초의 일이다.
- 발매 당일 소수로 초판에 자켓과 수록곡이 다르게 표기 되었다.
  - 7번 트랙은 본래 <그래서 우린>이라는 제목이였으나, 이 후〈이연(以演)〉이라는 제목으로 바뀌었다.
  - 초판 자켓에는 핑클 멤버들을 캐릭터화한 것으로 자켓이 쓰였다.
- 수록곡 〈나의 기도〉는 이효리, 옥주현만 노래 하였다.
- 이 음반으로 핑클은 그 해 연말 가요 시상식에서 대상을 두 번 수상 하였다. 이것은 1세대 여자 아이돌그룹 사상 최초의 사건이다.

## 보도자료
- 핑클의 2집 음반은 경쾌한 댄스곡 위주로 R&B와 팝 발라드, 소프트 힙합 등 다양한 장르가 선보인다. 핑클의 깨끗한 이미지에 맞춰 신예 작곡가들의 곡들이 상당수 실려 관심을 모으고 있다. 타이틀곡 '영원한 사랑'은 이미 각종 가요 챠트에서 빠른 속도로 인기가 상승하고 있다.

## 수록곡
1. 영원한 사랑
  - 작사 : 김영아 / 작곡 : 주태영 / 편곡 : 조성진, 주태영
2. Waiting For You
  - 작사 : 김영아 / 작곡 : Mario Bolden / 편곡 : 이종필
3. The Beginning
  - 작사 : 유유진 / 작곡 : 신인수 / 편곡 : 김승현
4. 서랍속의 동화
  - 작사 : 김영아ㅣ / 작곡 : 마경식 / 편곡 : 이종필
5. Oh! boy
  - 작사 : 김영아 / 작곡 : 김석찬 / 편곡 : 전준규
6. I'm right now
  - 작사 : 김혜지 / 작곡 : 김혜지 / 편곡 : 송범, 김혜지
7. 그래서 우린
  - 작사 : 옥주현 / 작곡 : 김석찬 / 편곡 : 전준규
8. 자존심
  - 작사 : 김영아 / 작곡 : 박해운 / 편곡 : 박해운
9. Still in Love
  - 작사 : 이효리 / 작곡 : Mario Bolden / 편곡 : 전준규
10. Kiss Me? Alright!
  - 작사 : 김영아 / 작곡 : 오지훈 / 작곡 : 오지훈
11. 유리
  - 작사 : 이진 / 작곡 : 성유리 / 편곡 : 성유리, 이종필
12. 나의 기도
  - 작사·작곡·편곡 : 배정은

## 뮤직비디오

### 영원한사랑
- White라는 컨셉에 맞춰 하얀 톤의 세트 배경에서 촬영하였다.

### 자존심
- 여자 배우 박은혜가 출연하였다.

참고로 세 번째 타이틀곡 Waiting For You는 팬들에게 선물한다는 의미로 콘서트장면을 배경으로 뮤비를 제작하였다

## 방송활동

### 스태프
《White》 활동 기간의 스태프는 아래와 같다.
- 매니저 : 길종화, 심병철, 유성식
- 스타일리스트 : 런던프라이드 (정보윤 外)
- 협찬 : selly's

### 컴백무대
- 1999년 5월 2일 , SBS 인기가요에서 첫 컴백하였다.
- ‘The Beginning’,‘영원한 사랑’을 선보였다.

참고,,,컴백시The Beginning’은 2집음반과는다르게 1절마지막부분의 그대가 원하는 그소망이룰수있도록이라는 가사로 성유리가 불렀다
음반에는 그대가 원하는 그꿈을 이룰수있도록이라는가사로 옥주현의 파트다,,

### 영원한 사랑
- SBS 인기가요, KBS 뮤직뱅크에서 1위를 기록하였다.

### 자존심
- 〈영원한 사랑〉의 인기를 꾸준히 이어갔다.

## 제작진
이 목록은 해당 앨범의 부클릿 중 〈staff〉와 〈session〉목록을 참고하였다.
| 핑클 - 이효리 - 리더, 리드보컬, 코러스 - 성유리 - 서브보컬, 코러스 - 이진 - 서브보컬, 코러스 - 옥주현 - 메인보컬, 코러스 세션 - 신현권 - 베이스 기타 - 이근형, Sam Lee - 기타 - 강윤기 - 드럼 - 전준규, 배정은 - 건반 악기 - 이현민, 김세희, 이지영 - 첼로 - 문서영, 문수형, 엄세희, 이화영, 최성희, 한수혜 - 바이올린 - Terrence Stith - 랩 - Mario Bolden, 신인수, 김현아, 신연아, 문지환, 김석찬, 비전 성가대, 글로리아 성가대, 찬·공 성가대, 박해운 - 코러스 | 스탭 - 변성복 - 프로듀서, 녹음(광화문 레코딩 스튜디오), 믹싱 - 이승환 - 현악 편곡 - Mario Bolden - 코러스 편곡 - 백진호 - 믹싱, 녹음(광화문 레코딩 스튜디오) - 안정선(광화문 레코딩 스튜디오) - 녹음 - 민광명, 서진호 - 보조 기술 - 서상환, 최효영(소닉 코리아) - 마스터링 - 심수형 - 디자인 - 공정관 - 안무 - 윤우택 - 사진 - 길종화, 심병철, 유성식 - 매니지먼트 - 이호연(DSP 엔터테인먼트) - 이그제큐티브 프로듀서 |